# Gábor Tamás
Gábor Tamás (Budapest, 1932. április 24. – Budapest, 2007. május 6.) olimpiai és világbajnok magyar vívó, edző, sportvezető.

## Sportpályafutása
1948-tól a Budapesti Vasas, 1950-től a Budapesti Dózsa, majd 1957-től a Budapesti Vörös Meteor vívója volt. Tőr- és párbajtőrvívásban egyaránt versenyzett, de jelentős nemzetközi eredményeit párbajtőrben érte el. 1953-tól 1967-ig szerepelt a magyar válogatottban. A magyar férfi párbajtőrvívás ebben az időszakban zárkózott fel a világ élvonalához. 1959-ben tagja volt a fegyvernem első magyar világbajnoki aranyérmét nyerő, Bárány Árpád, Gábor Tamás, Kausz István, Marosi József, Sákovics József összeállítású párbajtőrcsapatnak. Legjobb egyéni eredményét 1962-ben érte el, amikor a Buenos Aires-i világbajnokságon párbajtőrvívásban ezüstérmet nyert. Részt vett az 1960. évi római és az 1964. évi tokiói olimpián. 1964-ben a Bárány Árpád, Gábor Tamás, Kausz István, Kulcsár Győző, Nemere Zoltán összeállítású magyar párbajtőrcsapat tagjaként olimpiai bajnoki címet szerzett.
Az aktív sportolástól 1967-ben vonult vissza. Visszavonulása után Bay Béla szövetségi kapitány segítője, 1977-től 1980-ig a magyar vívóválogatott szövetségi kapitánya volt.
1971-ben elvégezte a Kereskedelmi és Vendéglátóipari Főiskolát. 1960-tól 1976-ig a Royal Szálloda munkatársa, 1982-től 1991-ig a Stadion Szálloda igazgató-helyettese volt.
1972-től a Magyar Vívószövetség elnökségi tagja volt (újraválasztva: 1989, 1992). Versenybíróként is tevékenykedett olimpián, vívó- és öttusa-világbajnokságokon. 1995-ben a Magyar Sportszövetség Szenior Bizottságának tagja lett. A Mező Ferenc Közalapítvány kuratóriumi tagja, valamint az Olimpiai Bajnokok Klubjának főtitkára volt.

### Sporteredményei
- olimpiai bajnok (csapat: 1964)
- olimpiai 4. helyezett (csapat: 1960)
- világbajnok (csapat: 1959)
- háromszoros világbajnoki 2. helyezett (egyéni: 1962; csapat: 1957, 1958)
- kétszeres világbajnoki 3. helyezett (egyéni: 1961; csapat: 1963)
- világbajnoki 5. helyezett (csapat: 1966)
- főiskolai világbajnok (1954: csapat)
- hatszoros magyar bajnok (egyéni: 1960, 1961; csapat: 1957–1960)

## Díjai, elismerései
- Esterházy Miksa emlékérem (1994)